# Двойна брадва
Ла́брис(др. гр: λάβρυς, lábrys; анг: Labrys) е двустранна бойна или церемониална брадва, един от най-старите символи на древногръцката и догръцката минойска цивилизация, позната в Древна Гърция и като pelekys (πέλεκυς), а на римляните като bipennis. Двойната брадва се счита за царски символ в Средиземноморието. С нея се свързва етимологията на названието лабиринт в древногръцката митология – сграда с много помещения и объркан план, от която се излиза трудно – макар връзката да не е сигурна.
Като символ често се свързва с божествата от женски пол.

## Древна Гърция
В изкуството на древния Близък изток двойната брадва обикновено е атрибут на женски божества. Предполага се, че през Мала Азия този символ се възприема и в минойското изкуство през II хил. пр. Хр. Има различни хипотези за религиозното значение на предмета. Според някои (Мария Гимбутас), двойната брадва на Крит също е атрибут на Богинята-майка (както и в източното изкуство), а според други – тя е символ на върховното мъжко божество (мълнията на Зевс, в по-късните епохи).
В двореца на Минос в Кносос на остров Крит твърде често се среща изображението на лабрис. Именно поради това често дворецът е наричан „Дом на двойната брадва“. В пещерно светилище в критската планина Ида, която според преданията е родното място на Зевс, са намерени множество миниатюрни брадвички с две остриета, точно такива, каквито са изобразени по стените на двореца. От лабрис произлиза названието „лабиринт" (на старогръцки), тъй като първоначално така се наричал дворецът на цар Минос, за да се подчертае, че там твърде често се среща характерната емблема на Зевс. По-късно думата лабиринт придобива съвременното си значение, като се свързва със сложния вътрешен план на Кносоския дворец, с обърканите зали, коридори и входове, най-общо – „голяма сграда с многобройни и заплетени коридори, осемстотин стаи, тайни входове, преходи, коридори и стълби“.
Първото документирано споменаване на думата лабрис е от Плутарх в частта „Гръцки въпроси“ (Quaestiones Graecae 2.302a) на неговата „Моралия“. Там той недвусмислено посочва думата като лидийска, със значение – брадва. Лабрис е изобразяван от древногръцките вазописци предимно в сцени на жертвоприношение на животни. В известната „Персейска ваза“ от 570 – 560 г. пр.н.е. с изображение на мита за раждането на Атина от главата на Зевс, над рамото на Хефест е изобразен инструментът, помогнал му да отвори главата на Зевс – двойна брадва.

## Древна Тракия
В Тракия двойната брадва е атрибут на царя-жрец, използвана като скиптър. Поради значителната си ценност тези брадви-скиптри се предават по наследство. Митичният тракийски цар Ликург винаги се представя с двойна брадва. Откритите различни видове лабриси от земите на траките имат стойност на култови предмети и паметници на тракийското изкуство. Като инсигния за владетеля, те символизират политическата и религиозна власт на царя.
Първата открита двойна брадва е от края на бронзовата епоха, открита в Пазарджишко. Смята се, че не е използвана за обредни жертвоприношения, а като владетелски скиптър, символ на соларност и хтоничност. Гравирано изображение на лабрис е открито в тракийски долмени в Странджа от IX век пр. Хр. В уникален стенопис от тракийската гробница при с. Александрово от IV век пр. Хр. също е представен лабрис. Изобразен е гол мъж, замахващ с двойна брадва в сцена „Лов на глиган“.

## Двойната брадва в по-ново време
Лабрисът е ползван в миналото като символ на гръцкия фашизъм.
Използва се също и от италианското извънпарламентарно крайнодясно неофашистко движение Ordine Nuovo(бг.: „Нов ред“).
През 1970 лабрисът е приет като символ на много лесбийски и феминистки организации. Днес лабрисът често се използва като символ на феминизма и женската хомосексуалност.